# پرندگان مهاجر (فیلم)
پرندگان مهاجر (به انگلیسی: Birds of Passage) یا نام اصلی پرندگان فصل خشک (به اسپانیایی: Pájaros de verano) فیلمی است در ژانر حماسی و جنایی محصول ۲۰۱۸ میلادی. فیلم را سیرو گرا و کریستینا گایه‌گو مشترکاً کارگردانی کرده‌اند و کارمینیا مارتینس، ناتالیا ریس و خوزه آکوستا در آن به ایفای نقش پرداخته‌اند.
این فیلم برای گشایش پنجاهمین ویرایش بخش دو هفته کارگردانان در جشنواره فیلم کن ۲۰۱۸ انتخاب شد. همچنین از سوی کلمبیا برای شرکت در جایزه اسکار بهترین فیلم بین‌المللی در نود و یکمین دوره جوایز اسکار هم نامزد شده بود.

## داستان
در اواخر دههٔ ۱۹۶۰ میلادی، راپایه جوانی فقیر از مردمان وایوئو، از دختری به نام سایدا خواستگاری می‌کند. بزرگان قبیلهٔ سایدا برای دخترشان مهریه‌ای تعیین می‌کنند. راپایه برای تأمین مهریه به اتفاق دوست غیرسرخ‌پوستش مویسس دست به تجارت ماری‌جوانا با آمریکایی‌ها می‌زند. او ماری‌جوانا را از پسرخاله‌اش آنیبال خریده و به آمریکایی‌ها می‌فروشد. به زودی تجارتش را گسترش داده و هم خانواده خود و هم آنیبال و مویسس ثروتمند می‌شوند. در ادامه وقتی که مویسس می‌بیند که آمریکایی‌ها غیر از او آنان از دیگر تأمین‌کنندگان ماری‌جوانا هم خرید می‌کنند، خریداران را می‌کشد. راپایه تحت فشار قبیله مویسس را از تجارت کنار می‌گذارد. مویسس که عصبانی شده چند تن از افراد خانوادهٔ آنیبال را می‌کشد. راپایه باز زیر فشار قبیله ناچار به قتل دوست قدیمی‌اش مویسس و پرداخت غرامت به آنیبال می‌شود. سال‌ها می‌گذرد، راپایه اکنون دو فرزند دارد و ثروتمند شده، آنیبال هم بسیار قدرتمند می‌شود؛ ولی رفتار شنیع لئونیداس پسری الکلی و شرور که می‌باید رئیس قبیله‌ای که راپایه داماد آن است بشود باعث درگیری بین آنیبال و راپایه می‌شود و هر بار راپایه ناچار به پرداخت غرامت می‌شود. سرانجام لئونیداس به دختر آنیبال تجاوز می‌کند. راپایه برای پرهیز از خشونت حاضر می‌شود که دار و ندارش را به آنیبال بدهد، ولی آنیبال قبول نمی‌کند و فرستادهٔ راپایه را که مردی محترم است می‌کشد. این اقدام که برخلاف سنت قبایل سرخپوست منطقه است باعث اتحاد همهٔ این قبایل علیه آنیبال می‌شود. آنیبال شکست می‌خورد، ولی برای انتقام همه دارایی‌اش را به مباشر غیرسرخ‌پوست خود واگذار می‌کند. در این وسط راپایه قبل از شروع درگیری‌ها به اصرار همسرش، به همراه فرزندانش از قبیله خارج شده و پناه گرفته‌است. پس از شکست اولیهٔ آنیبال، افراد قبیله سایدا و بچه‌های راپایه را به زور به قبیله برمی‌گردانند و راپایه را تهدید می‌کنند که اگر به قبیله برگردد کشته می‌شود. پس از آن افراد جدیدی که آنیبال استخدام کرده همهٔ افراد قبیله از جمله پسر و همسر راپایه را می‌کشند. تنها دختر راپایه زنده می‌ماند، به علاوه اورسولا زن مهتر قبیله و لئونیداس که جایی دور از قبیله مست افتاده‌است. آنیبال که همه چیز خود را از دست داده به دنبال راپایه و لئونیداس می‌گردد و سرانجام راپایه را یافته می‌کشد. دختر راپایه با تتمهٔ پولی که دارد سه بز را از سرخپوستی می‌خرد، در حالی که به سبب فراموش کردن سنت‌های اجداد چوپانی بلد نیست می‌کوشد تا آنها را با خود ببرد.